# Casaseca de las Chanas
Casaseca de las Chanas és un municipi de la província de Zamora a la comunitat autònoma de Castella i Lleó.

## Demografia
| 1991 | 1996 | 2001 | 2004 |
| ---- | ---- | ---- | ---- |
| 406  | 384  | 344  | 360  |